# Martin Sonneborn

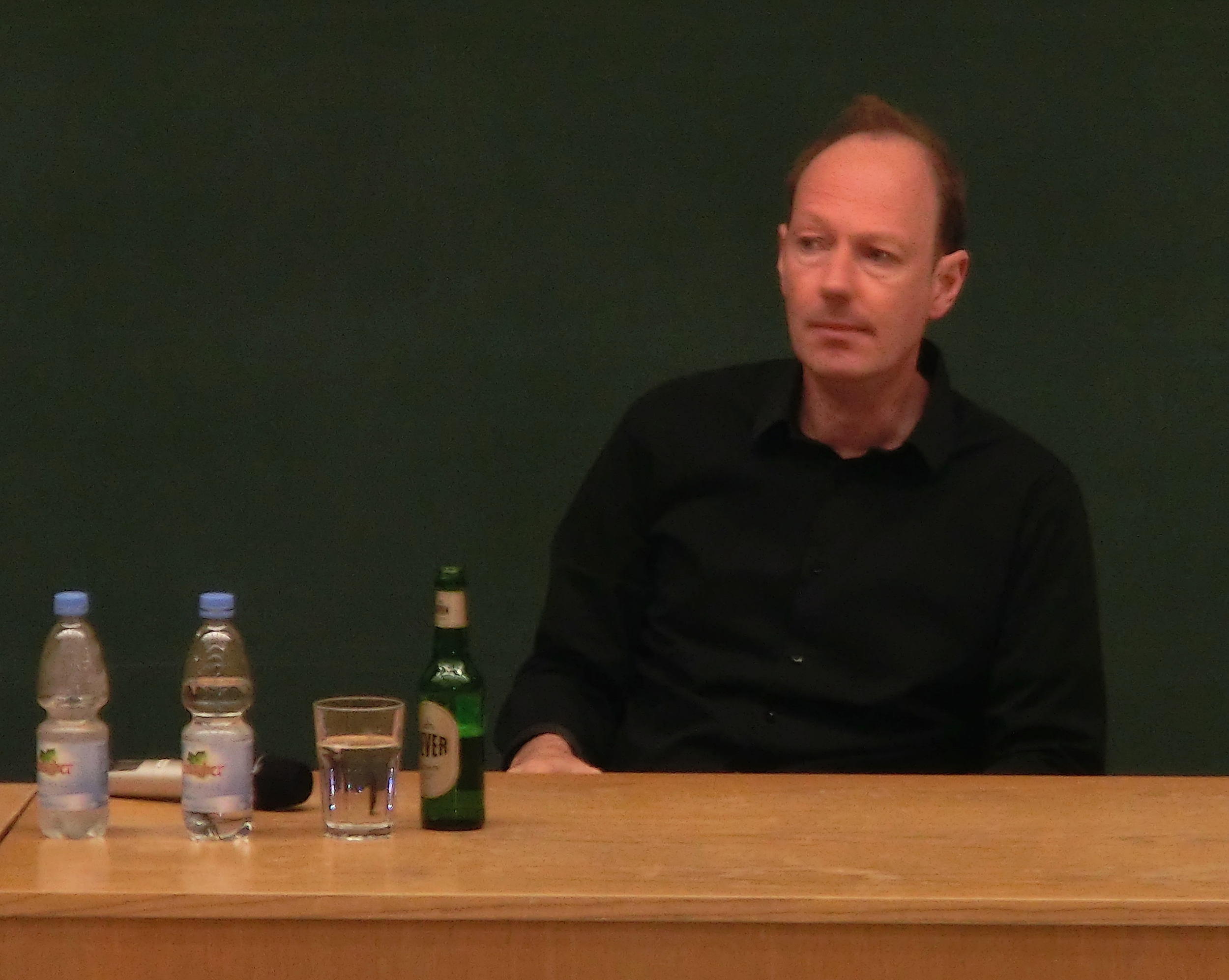
Martin Sonneborn i juli 2015

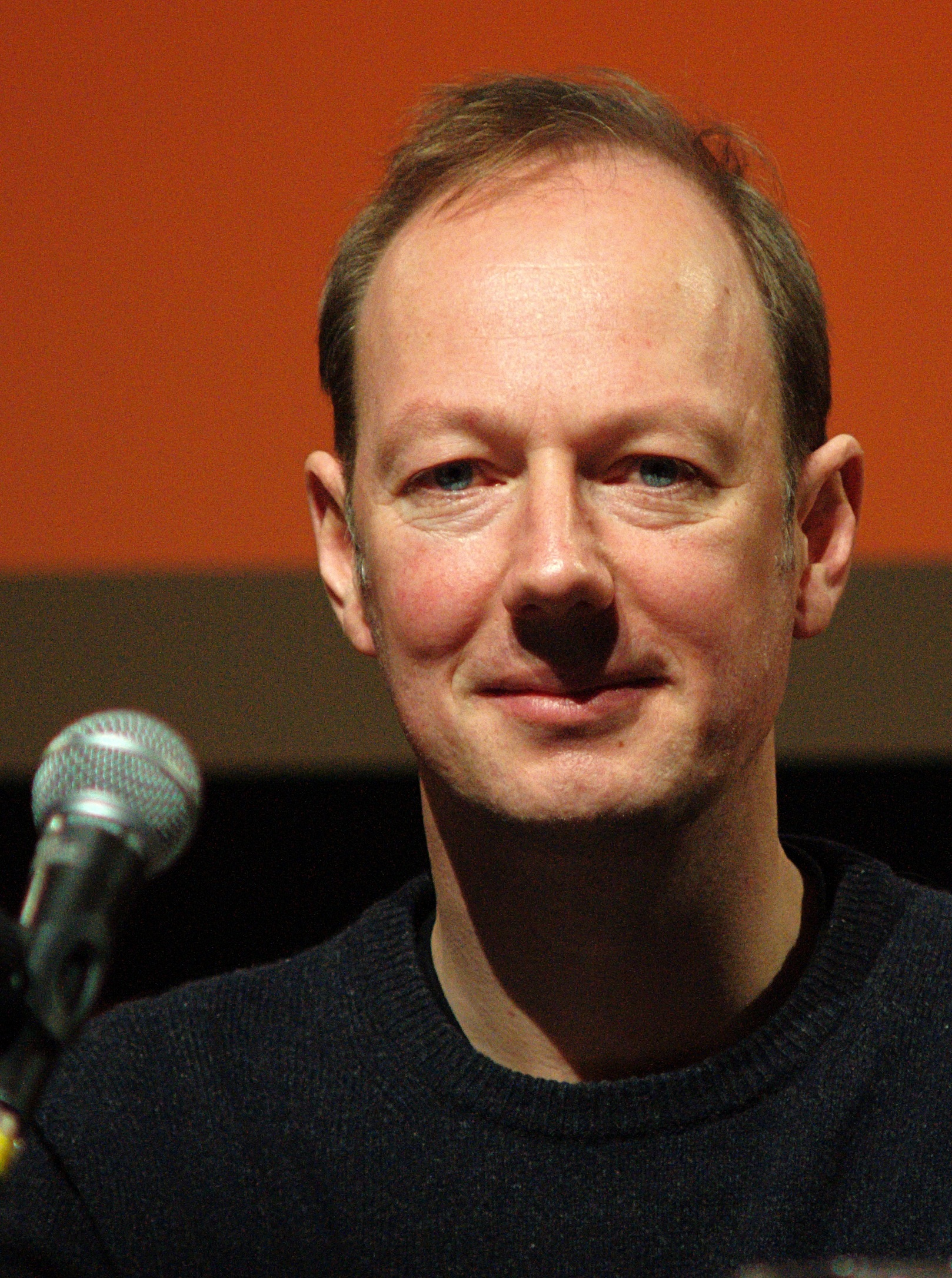
Martin Sonneborn.

Martin Sonneborn, född den 15 maj 1965 i Göttingen, Tyskland, är en tysk satiriker, redaktör och författare.

## Karriär
Sonneborn var en redaktör för det humoristiska magasinet Titanic år 2000-2005. Från november 2006 arbetade han för Spiegel Online (tidskriften Der Spiegels onlineversion). Han är också grundare och ledare för det satiriska politiska partiet Die Partei, som bland annat har Berlinmurens återuppbyggnad som mål. År 2000 blev han känd för sina ansträngningar att få fotbolls-VM 2006 till Tyskland genom att erbjuda FIFA:s representanter gåvor om de röstade på Tyskland. Om detta berättade han i boken Ich tat es für mein Land. Wie TITANIC einmal die Fußball-WM 2006 nach Deutschland holte: Protokoll einer erfolgreichen Bestechung. (ISBN 3-936261-37-7). I slutet av 2009 kritiserades han i en kinesisk tidning för att han sårat det kinesiska folkets känslor i det satiriska programmet heute-show.
Sonneborn är ledamot av Europaparlamentet sedan 2019 och är numera ledamot i utskottet för medborgerliga fri- och rättigheter samt rättsliga och inrikes frågor, delegationen till den parlamentariska partnerskapskommittén EU–Armenien, den parlamentariska samarbetskommittén EU–Azerbajdzjan och till den parlamentariska associeringskommittén EU–Georgien, delegationen för förbindelserna med Koreahalvön och delegationen till den parlamentariska församlingen Euronest. Dessutom är han suppleant för utskottet för konstitutionella frågor.

## Filmografi
- 2008: Heimatkunde
- 2009: Die Partei